# Jonathan Cake
Jonathan James Cake (Worthing, 31 augustus 1967) is een Brits acteur.

## Biografie
Cake is opgegroeid als jongste in een gezin van drie kinderen. Op vierjarige leeftijd werd hij gevraagd om mee te spelen in een toneelstuk, hierdoor besloot hij dat hij later acteur wilde worden en nam op achtjarige leeftijd les in acteren. Als tiener trok hij met een theatergezelschap door Engeland. Na het behalen van zijn diploma van de middelbare school ging hij studeren aan de universiteit van Cambridge in Cambridge waar hij in 1989 zijn diploma in Engels haalde. Hierna volgde hij een tweejaars lesprogramma aan de Bristol Old Vic Theatre School in Bristol om hierna verder te leren aan de Royal Shakespeare Company. 
Cake was voor zeven jaar verloofd met actrice Olivia Williams, vanaf 2004 is hij getrouwd met actrice Julianne Nicholson met wie hij twee kinderen heeft. 

## Filmografie

### Films
Uitgezonderd korte films.
- 2021 Everything I Ever Wanted to Tell My Daughter About Men - als Oliver
- 2019 Entangled - als Jonas
- 2019 Live and Let Die - als Strangways (stem)
- 2015 Stanistan - als Greg
- 2013 Lawless - als Will Carlisle
- 2010 Krews – als Peter Spanbauer
- 2009 Captain Cook's Extraordinary Atlas - als bisschop
- 2008 Brideshead Revisited – als Rex Mottram
- 2007 The Mastersons of Manhattan – als Marshall Crawford
- 2005 The Government Inspector – als Alastair Campbell
- 2004 Fallen – als Jason Shepard
- 2003 Out of the Ashes – als Dr. Mengele
- 2003 Riverworld – als Nero
- 2002 The One and Only – als Sonny
- 2002 The Swap – als Charles Anderson
- 2000 Honest – als Andrew Pryce-Stevens
- 1999 The Bench – als Wayne
- 1999 Noah's Ark – als Japhet
- 1998 Diamond Girl – als Regan Montana
- 1997 Rebecca – als Jack Favell
- 1997 Cows – als Rex Johnson
- 1996 Wings of Legacy – als Steve
- 1996 True Blue – als Patrick Conner
- 1996 The Girl – als Ned Ridley
- 1996 Nightlife – als advocaat
- 1994 Carrott U Like – als ??

### Televisieseries
Uitgezonderd eenmalige gastrollen.
- 2022 Five Days at Memorial - als Vince Pou - 3 afl.
- 2021 - 2022 Stargirl - als The Shade / Richard Swift - 15 afl.
- 2016 - 2019 The Affair - als Furkat - 5 afl.
- 2018 SEAL Team - als Alan Cutter - 3 afl.
- 2018 Legends of Tomorrow - als Blackbeard - 2 afl.
- 2016 Camping - als Adam - 6 afl.
- 2016 Law & Order: Special Victims Unit - als Monseigneur Mulregan - 2 afl.
- 2013 - 2015 Doll & Em - als Buddy - 8 afl.
- 2011 – 2012 Desperate Housewives – als Chuck Vance – 12 afl.
- 2009 Law & Order – als Marcus Woll – 2 afl.
- 2009 Chuck – als Coie Barker – 2 afl.
- 2008 Law & Order: Criminal Intent – als Colin Ledger – 2 afl.
- 2006 – 2007 Six Degrees – als Roy – 5 afl.
- 2005 Empire – als Tyrannus – miniserie
- 2002 The American Embassy – als Jack Wellington – 2 afl.
- 1998 The Jump – als George Brunos – 4 afl.
- 1998 Mosley – als Oswald Mosley – 4 afl.
- 1997 A Dance to the Music of Time – als Peter Templer – 3 afl.
- 1996 The Tenant of Wildfell Hall – als Hattersley – 3 afl.
- 1996 Cold Lazarus – als Nat – 2 afl.
- 1996 Grange Hill – als Ewan – 2 afl.
- 1995 Degrees of Error – als Gareth – 3 afl.